# Estación de Pau
La estación de tren de Pau es una estación ferroviaria situada en la comuna de Pau (departamento de Pirineos Atlánticos). Es una parada del TGV Atlántico que une Tarbes a la estación de tren de París Montparnasse pasando por Burdeos.

## Historia
La Compañía de ferrocarriles del Mediodía y del Canal lateral del Garona comenzó sus servicios el 4 de marzo de 1863, junto a la Sección de Puyoô, que prolongaba el servicio ferroviario por la línea Puyoô-Dax.
La sección de Lourdes a Pau y la línea Toulouse-Bayona comenzaron sus servicios, en los que se incluía esta estación, el 20 de junio de 1867.
En 2007, la estación fue utilizada por 1 024 284 pasajeros.
En 2014, las estimaciones de pasajeros de la SNCF cifró en 830 746 el número de pasajeros anuales que recibió la estación de Pau.
En 2023, gracias en parte a la inauguración del polo de intercambios intermodal de la estación, la afluencia pasó a 1 275 571 pasajeros.

## Situación ferroviaria
La estación está situada en el punto kilométrico 215,736 de la línea Toulouse - Bayonne a 178 metros de altitud, siendo también la estación de salida de la línea Pau - Canfranc, parcialmente sin servicio. 

## La estación
Está situada en una orilla de la gave de Pau, cerca de la zona baja del casco histórico de Pau, dirección sur. 

### Servicios

#### El edificio
El edificio se compone de una planta principal donde se encuentran un café, una tienda, bancos, paneles de información y un piano. Hacia las vías, hay un pasaje subterráneo y una pasarela con ascensor.

#### Operador
Pau es una estación nacional donde operada la TGV (trenes de alta velocidad) hacia Paris y los Intercités (trenes franceses de media y larga distancia que conectan ciudades fuera de las líneas de alta velocidad) hacia ciudades más pequeñas como Bayona o Toulouse. También es una estación regional operadas por TER Nueva Aquitania y TER Occitania.

#### Conexiones urbanas
La estación está servida por las líneas F (autobuses de tránsito rápido), T1, 5 y 9, operadas por la red de transporte público IDELIS. Al salir de la estación, hay algunas paradas temporales y una estación de bicicletas. Caminando hacia el este, se encuentra una parada de autobuses regionales y, un poco más lejos, un aparcamiento con 117 plazas También se encuentra el funicular de Pau, a 90 metros de la salida de la estación, que conecta con el casco histórico de la ciudad. 